# Шёнберг (замок, Польша)
Шёнберг (нем. Burg Schönberg, пол. Zamek w Szymbarku) — орденский замок XIV века в польском селе Шимбарк. Основан в 1301 году, сожжён Красной армией в 1946 году и с тех пор лежит в руинах.

## История

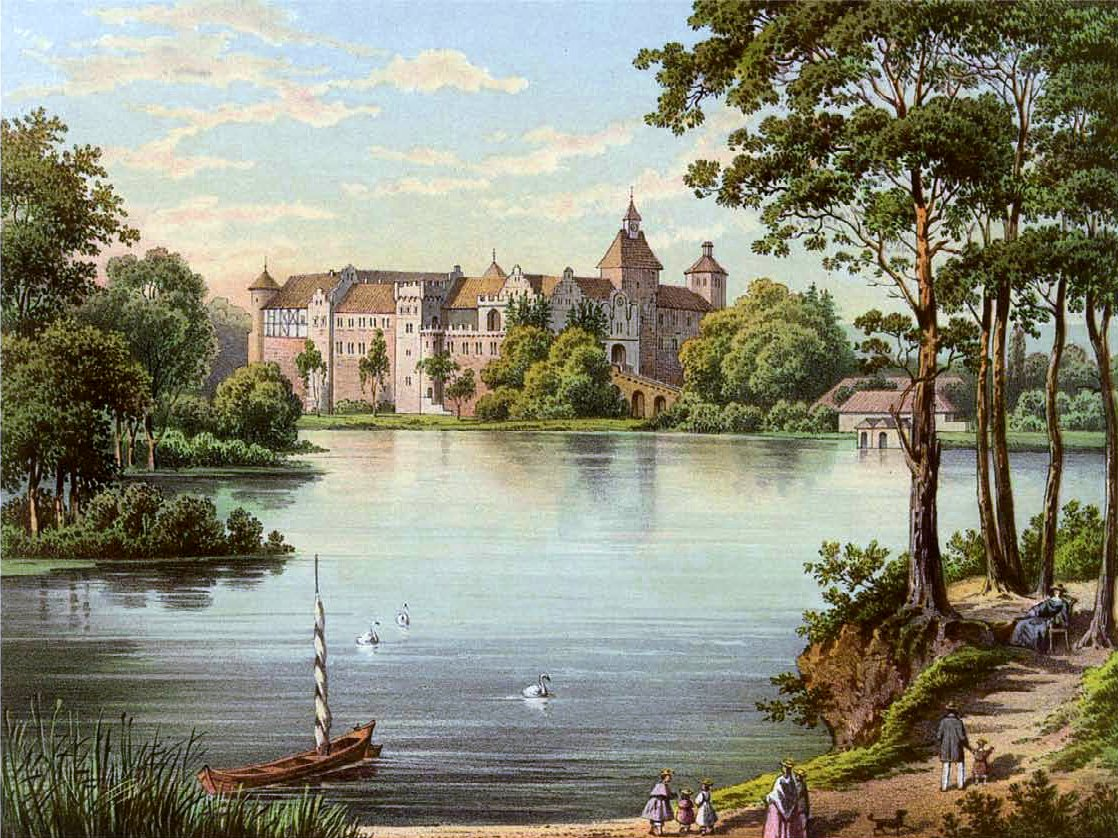
Усадьба Шёнберг в 3-й четверти XIX века

### Ранний период
Земли вокруг замка принадлежало наместнику Мариенвердера, которым в начале XIV века стал пробст Шёнберг. Замок был построен в 1301–1386 годах на берегу реки Хаусзее, чтобы обеспечить безопасность окрестных владений.
Замок был захвачен и частично разрушен отрядами Прусского союза в ходе Тринадцатилетней войны. Но после заключения Второго Торуньского мира крепость осталась в составе земель Тевтонского ордена.

### XVI-XVIII века
В 1520 году комендант Николаус Шёнхорн предал замок королю Польши. После основания Прусского герцогства замок Шёнберг был передан Альбрехтом I епископу Помезанскому, чья резиденция располагалась в замке Мариенвердер. Затем крепость пришла под контроль епископа Земландского, Георга фон Полентц. Вскоре последовала секуляризация и епископ превратил замок в наследуемое владение собственность семьи.
Между 1570 и 1590 годами замок был перестроен в стиле ренессанс. В 1653 году семья Полентц продала поместье барону цу Ойленбург-Прассен, который, в свою очередь, продал замок графу фон Шлибен-Биркенфельду.
В 1699 году граф Эрнст Сигизмунд Финк фон Финкенштейн, известный как «богатый пастух», владелец города Дойч-Эйлау с 1690 года, купил замок и окрестные земли. В его собственности оказалось 9 тысяч гектаров земли с деревнями Зоммерау, Штайнерсдорф, Штэркенау, Щепкау, Альбрехтау и Фалькенауэр Круг. В XVIII веке к ним присоединилось также поселение Раудниц с недавно построенным усадебным домом.
В XVIII веке интерьеры в стиле барокко была перестроены, а также добавлена оранжерея.

### XIX-XX века
После трудностей, вызванных Наполеоновскими войнами, а также в результате земельной реформы Штейна-Харденберга, огромное поместье было разделено на несколько частей и большей частью продано с аукциона. Усадьба Шёнберг со старинным замком оставалась в собственности семьи Финк фон Финкенштайн до 1945 года. Последняя реконструкция была проведена на рубеже XIX-XX веков.
Во время Второй мировой войны в замок размещались отряды войск СС. В последние месяцы войны комплекс зданий был захвачен советскими войсками. Некоторое время здесь размещался один из полевых штабов Красной Армии. Уходя, советские солдаты сожгли замок. Все интерьеры оказались утрачены, а замок превратился в руины.
В 1960-е годы власти Польской Народной Республики, в составе которой оказались земли Западной и Южной Пруссии, провели первичные реставрационные работы. Здания были очищены от мусора, а башни покрыты черепицей.
В 1988 году Фонд Sight of Music объявил о том, что проведёт реконструкцию замка и создаст здесь обучающий центр для слепых детей. Однако из-за нехватки средств от этого плана пришлось отказаться.
После этого замок несколько раз выставлялся на аукцион, обретал владельцев и снова выставлялся на продажу. В начале XXI века несколько зданий находились в частной собственности. Фолькер Шлёндорф снимал здесь фильм «Лесной царь»  с Джоном Малковичем в главной роли.

## Описание замка
Замок основан на прямоугольно фундаменте размером 75 на 92 метра. Крепость прикрывала высокая стена с десятью башнями: четыре угловые, и шесть выступающих перед стеной для усиления оборонительного потенциала. Все башни были прямоугольной формы. Вход в замок вёл через единственные ворота и разводной мост, который в XIX веке заменили постоянным каменным.
В самую высокую башню замка (24 метра), которая располагалась около входа, некогда были встроены часы. Двор замка раньше был застроен жилыми зданиями. Наиболее старым считалось западное крыло, где в средние века проживали священники, находилась часовня и трапезная.
После того, как замок был сожжён солдатами Советской Армией в 1946 году, от прежнего величия остались только стены и башни. Вместо большинства прежних зданий сейчас лишь фундаменты.
На холме рядом с замком среди вековых деревьев находятся остатки семейного кладбища семьи Финк фон Финкенштейн.

## Галерея

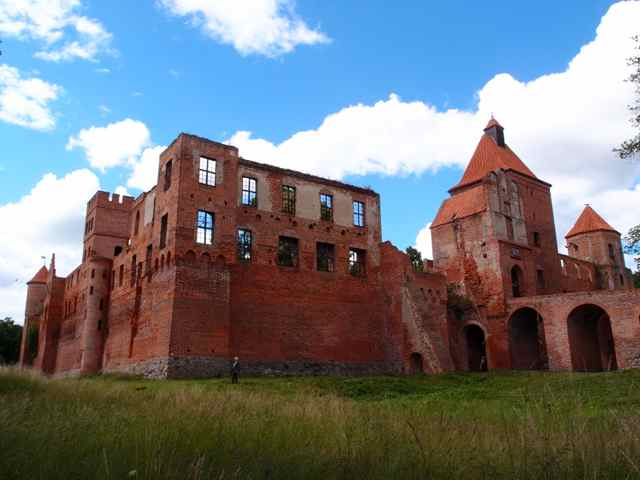
Руины замка
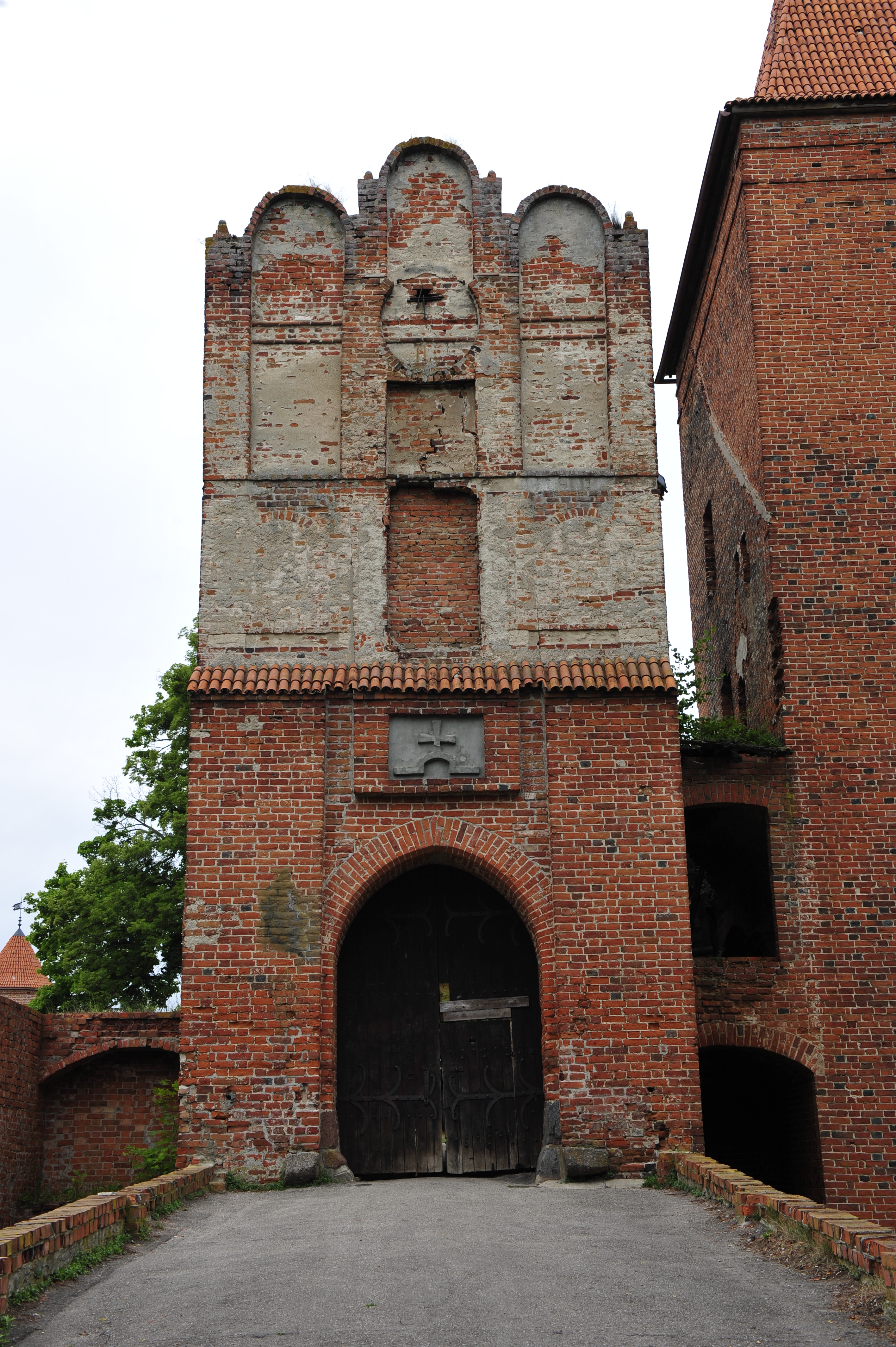
Ворота, ведущие во внутренний двор замка
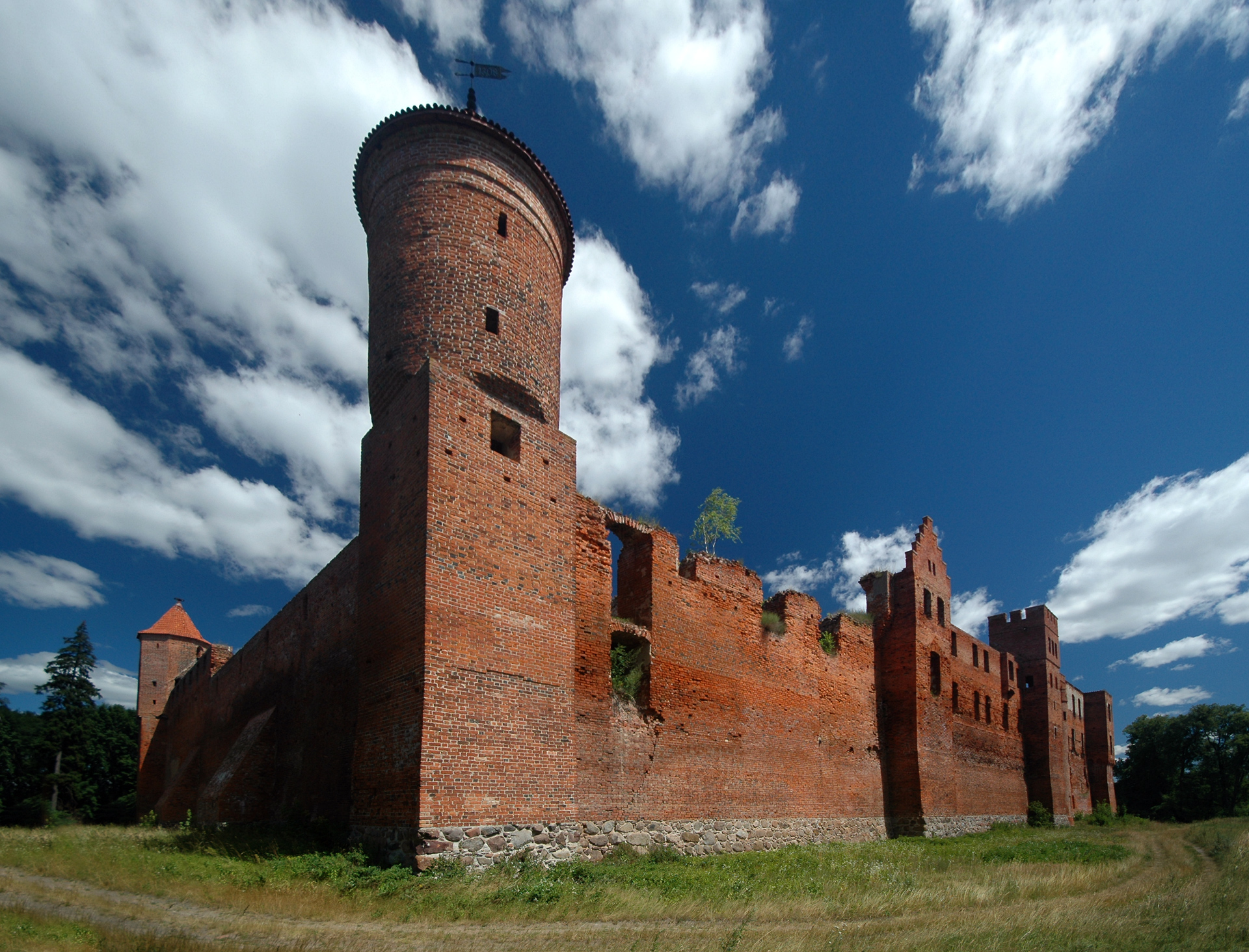
Одна из угловых башен замка
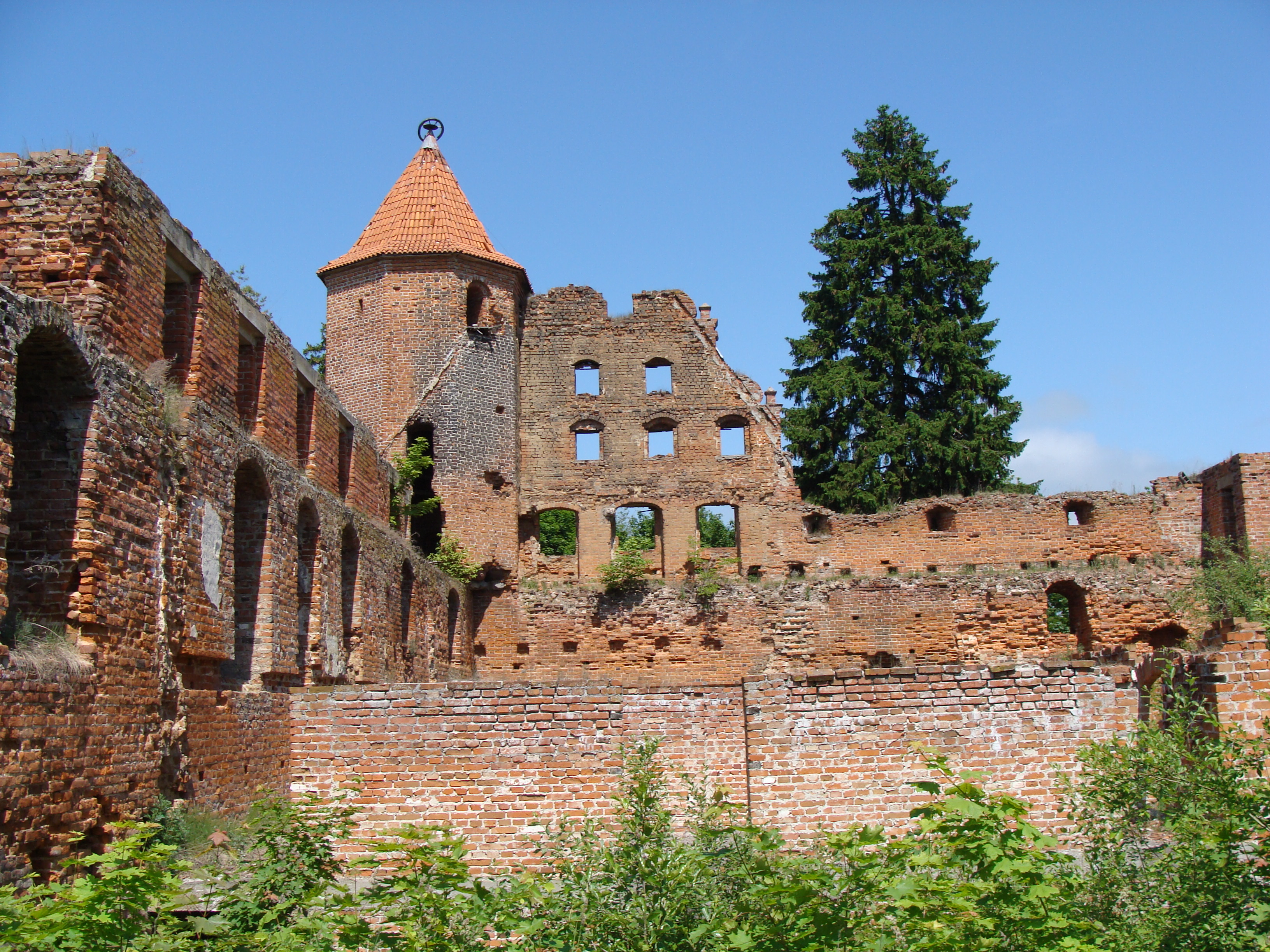
Внутренний двор замка
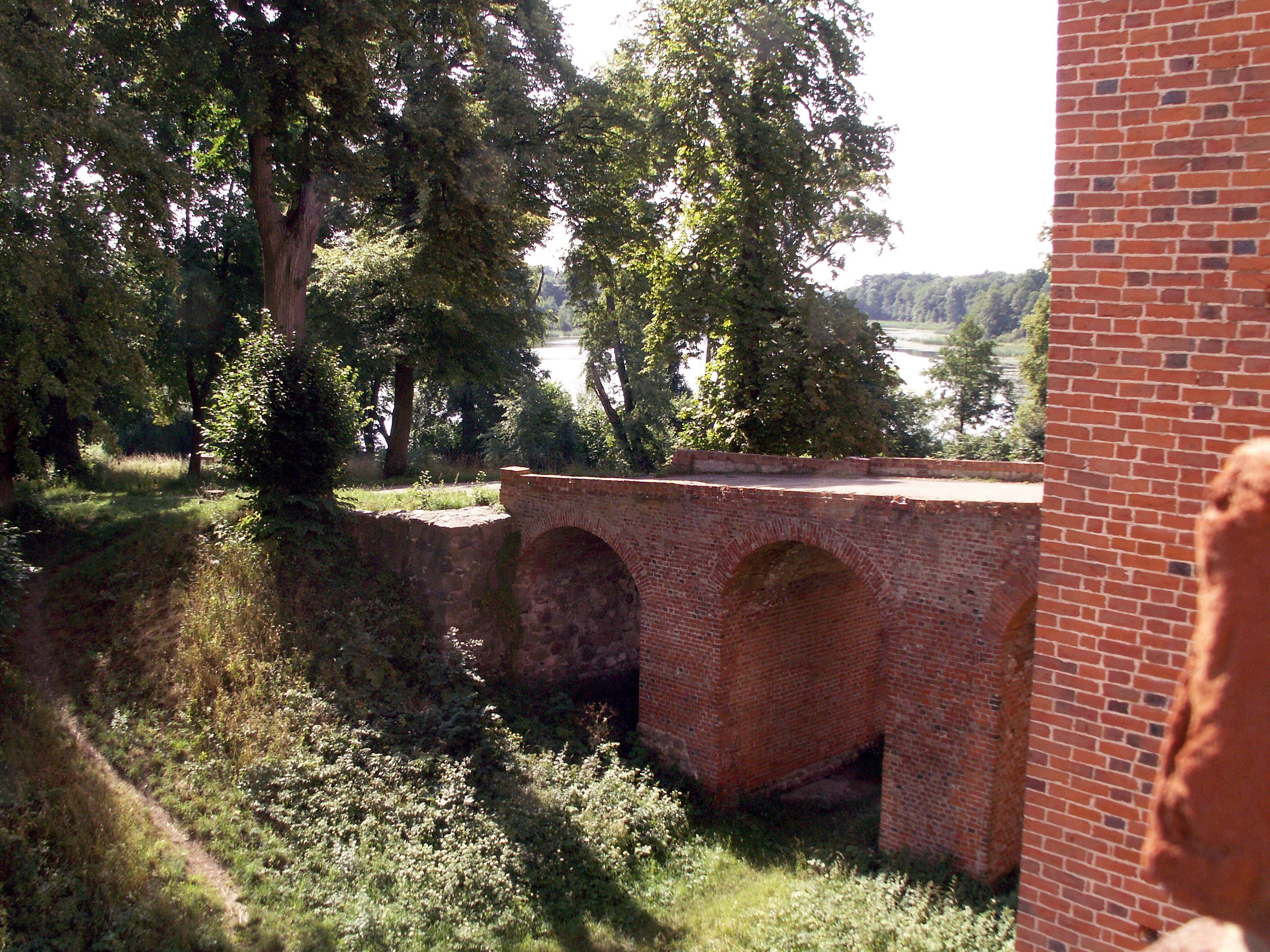
Замковый мост